# Robin Bourne-Taylor
Robin Bourne-Taylor (ur. 22 lipca 1981 r. na Kajmanach) – brytyjski wioślarz, reprezentant Wielkiej Brytanii w wioślarskiej dwójce bez sternika podczas Letnich Igrzysk Olimpijskich w Pekinie.

## Osiągnięcia
- Mistrzostwa Świata – Mediolan 2003 – ósemka – 3. miejsce[1].
- Igrzyska Olimpijskie – Ateny 2004 – ósemka – 9. miejsce[1].
- Mistrzostwa Świata – Monachium 2007 – ósemka – 3. miejsce[1].
- Igrzyska Olimpijskie – Pekin 2008 – dwójka bez sternika – 13. miejsce[1].